# Jorge Traverso
Schubert Jorge Pérez Denis, más conocido por su seudónimo Jorge Traverso (Montevideo, 29 de marzo de 1945 - Montevideo, 27 de abril de 2025), fue un periodista, escritor y presentador de radio y televisión uruguayo. 
Adoptó el nombre de Jorge Traverso en plena juventud para cumplir con una de las condiciones requeridas por Cine Club del Uruguay para un concurso sobre la obra de Ingmar Bergman. El trabajo resultó ganador, fue impreso por la institución y desde ese momento no abandonó esa identidad en su destacada carrera profesional. Desde niño sintió predilección por el periodismo, la literatura y el cine.

## Biografía
Nació en Montevideo el 29 de marzo de 1945. Se inició muy joven como crítico de cine y más tarde fue abordando otras áreas del periodismo con especial inclinación por la entrevista a destacadas personalidades. Condujo programas televisivos dedicados a la cobertura de las campañas electorales de su país desde 1989 en adelante, creando un espacio clásico y de alta repercusión en Canal 10. Desde el 1 de marzo de 1990 y hasta el 22 de febrero de 2013 fue conductor (junto a Blanca Rodríguez) de la edición central de "Subrayado" en ese mismo medio. Dejó esta tarea para retomar su consagrado ciclo de "Hablemos" y luego "Hora Pico" en la señal de cable VTV, en el que entrevistaba a relevantes figuras nacionales e internacionales. El retorno fue bienvenido por la audiencia que lo ubicó como el programa periodístico más visto del país según mediciones de encuestadoras locales.
Su carrera se desarrolló en la prensa escrita, la radio y la televisión en ese orden. En temas relativos a su especialidad ha dado charlas y conferencias en universidades locales, en la Asociación Psicoanalítica del Uruguay y en otros escenarios. 
Fue el primer periodista uruguayo invitado por la Academia de Artes y Ciencias Cinematográficas de Hollywood para asistir a la entrega del premio Oscar. Fue corresponsal de Radio Nederland de Holanda en los años en que se producía la transición a la democracia en su país. 
Escribió en diarios y semanarios: El Oriental, Mundocolor, El País, Búsqueda, Opinar y El Observador. Fue colaborador permanente de Revista de Cinemateca en donde escribió estudios de personalidades y comentarios de estrenos. Escribió un trabajo dedicado a Francis Ford Coppola, en la mítica revista Maldoror, hoy desaparecida. En radio condujo y dirigió programas en diferentes emisoras como Sarandí (donde integró la recordada promoción de periodistas surgidos en esta emisora bajo la conducción de Jorge Nelson Mullins), Nuevotiempo, Concierto FM y Oriental.
Presentó en televisión abierta el programa Periodistas, que se emitó por Canal 5.

## Libros
Fue autor del capítulo dedicado al sistema estelar de Hollywood en el libro colectivo "USA: los 3 rostros del cine" publicado por la Alianza Cultural Uruguay Estados Unidos. Más tarde la Fundación Bank Boston publicó Primera línea, una colección de algunos de sus reportajes más importantes. Tiene en preparación un libro de próxima aparición.

## Entrevistas
Un inventario, que excluye a la mayor parte de las figuras uruguayas que fueron interpeladas por él, incluye a políticos internacionales como Felipe González, Luis Inácio Lula da Silva, Fernando Henrique Cardoso, Raúl Alfonsín, Carlos Menem, Hugo Chávez, la viuda de Salvador Allende, José María Aznar, Alberto Fujimori, entre otros.
En el ámbito de la literatura, la filosofía y la historia entrevistó a Eric Hobsbawn, Jorge Luis Borges, Mario Vargas Llosa, Carlos Fuentes, Antonio Muñoz Molina, Tomás Eloy Martínez, Rafael Alberti, Martin Amis, Juan Villoro, Ray Bradbury, Adolfo Bioy Casares, Jorge Herralde, Rosa Montero, Isabel Allende, Ross Macdonald, José Saramago, Gianni Vattimo, Arturo Pérez Reverte, Fernando Vallejo, Pierre Kalfon, Alvin Toffler.
En el área del teatro, el cine, música, artes plásticas, deportes y otros, realizó reportajes a Marcel Marceau, Vittorio Gassman, Roman Polanski, Pelé, Anthony Quinn, Mario Moreno (Cantinflas), Norma Aleandro, Ricardo Darín, Alfredo Alcón, Julio Bocca, Xuxa, Antonio Seguí, José Luis Cuevas, Joan Manuel Serrat, Joaquín Sabina, Joaquín Lavado (Quino), José Carreras, Gian María Volonté,Atahualpa Yupanqui, Adrián Suar, José Sacristán, Astor Piazzolla. 

## Premios y reconocimientos
Por su labor periodística ha sido premiado tanto en su país como en el exterior.  
Fue distinguido con el Premio Nacional de Periodismo José Enrique Rodó concedido por el Círculo de la Prensa del Uruguay y entregado por el entonces Vicepresidente de la República Rodolfo Nin Novoa. 
Ganó cinco veces el Premio Iris, el más destacado de los entregados por la prensa uruguaya. El último de ellos en 2012 como mejor conductor de informativo.
Dos veces fue ganador del Premio Morosoli de la Fundación Lolita Rubial. 
También fue premiado por la Fundación Tacurú y la Fundación Tsakos.
Invitado por la BBC de Londres realizó por primera vez para Uruguay la transmisión en directo (2009) de su programa radial "Tiempo Presente" desde los estudios de la emisora en Londres.
En el año 2010 fue homenajeado junto a Blanca Rodríguez, por sus 20 años ininterrumpidos al frente de la edición central del informativo Subrayado (Canal 10).
En 2017 es ganador del prestigioso Premio Konex Mercosur a la Comunicación y Periodismo de la región, siendo el primer uruguayo en recibir esta distinción, acto realizado en la facultad de Derecho de la Universidad de Buenos Aires junto a otras personalidades como Mirtha Legrand y Jorge Lanata. Lo cual significó un hecho inédito para el periodismo y la cultura uruguayos.
Su conocida frase: "Así está el mundo" fue objeto de estudio por parte de la Academia Nacional de Letras. En el año 2013 se conoció la noticia de que debido al uso habitual y coloquial de la frase, esta institución comenzó a analizar la posibilidad de elevar la misma a la categoría de Patrimonio Nacional. En aquel entonces, el director de la Academia Juan Justino da Rosa, anunció que: “se estudiará si la frase ya se despegó de la imagen del periodista y si ya tiene un contenido metafórico arraigado en el léxico de los hablantes¨.
Traverso fue galardonado con el Premio Legión del Libro otorgado por la Cámara Uruguaya del Libro.
Falleció el 27 de abril de 2025 a los 80 años, en Montevideo.